# オングロスの戦い
オングロスの戦いは、680年、ブルガール人のハーン・アスパルフと東ローマ皇帝コンスタンティノス4世との間で行われた戦い。ブルガール人が勝利し、第一次ブルガリア帝国が建国された。

## 戦いの経過
大ブルガリア崩壊後、アスパルフに率いられたブルガール人の一派は、ドナウ川を越えて東ローマ帝国領内に侵入して略奪をおこなっていた。その頃、東ローマ帝国はウマイヤ朝との戦争で忙殺されており、ブルガール人の侵攻に対応することはできなかった。しかし、680年にようやくアラブ人との戦争を終わらせたコンスタンティノス4世は、ブルガール人の本拠地であるオノグロスへ親征を行った。対するブルガール人は、木造の砦を建設して侵攻に備えた。東ローマ軍はこの砦を落とすことができず、戦いは長期化した。そしてコンスタンティノス4世をはじめ、多くの兵士が伝染病に感染したため、東ローマ軍は撤退し始めた。ブルガール軍はそれを見逃さずに追撃を行い、東ローマ軍を壊滅させた。

## 戦いの結果
この戦いで勝利したブルガール人はさらに南下し、東ローマ帝国と停戦条約を結び、ドナウ以南に移住を開始し、第一次ブルガリア帝国が建国された。